# FC 카이라트

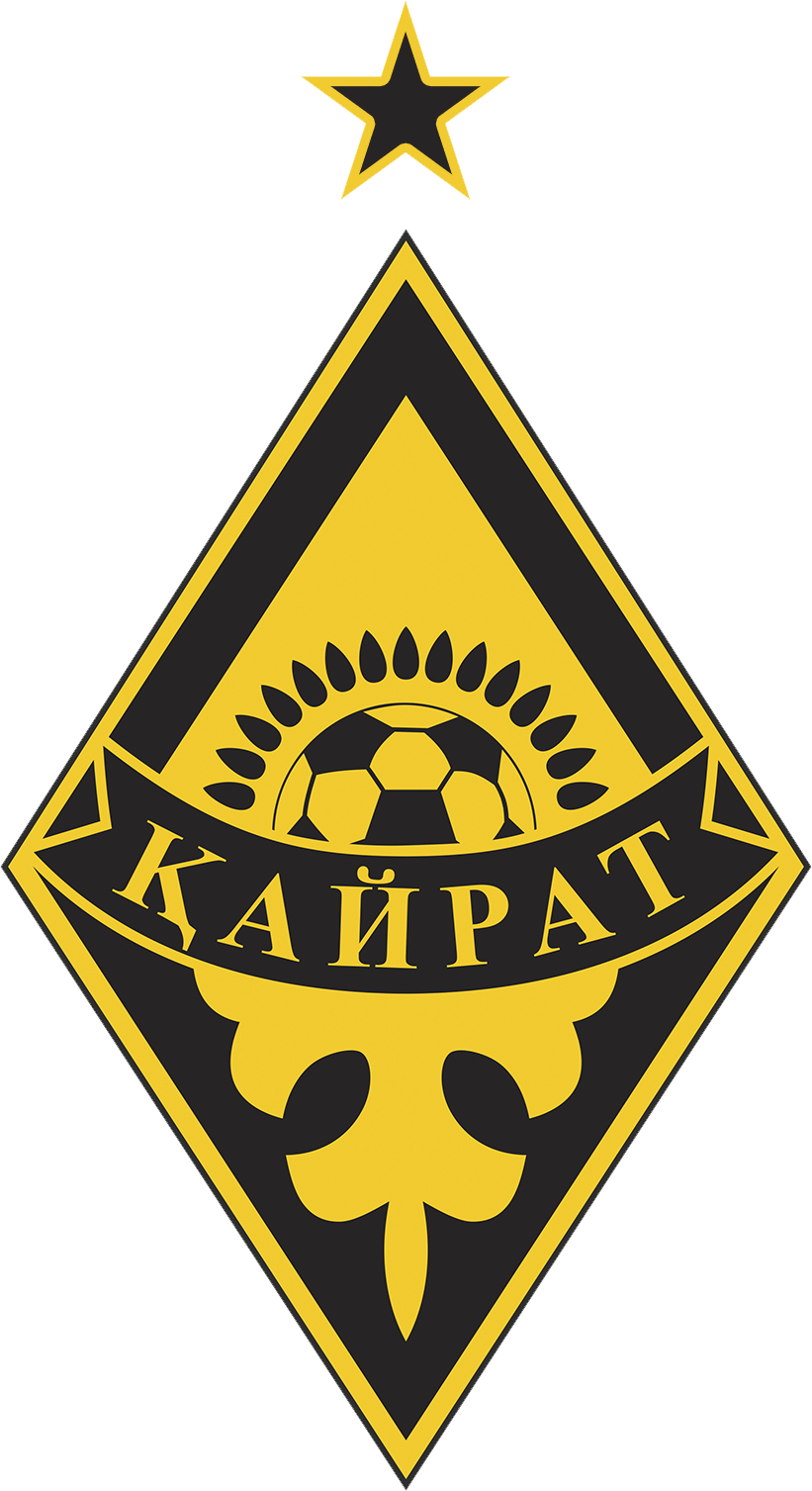

FC 카이라트(카자흐어: Қайрат Футбол Клубы)는 카자흐스탄의 축구 클럽으로 카자흐스탄의 옛 수도이자 최대도시 알마티를 연고지로 하고 있는 구단이다.

## 역대 성적
- 카자흐스탄 프리미어리그:

우승 (4): 1992, 2004, 2020, 2024
- 카자흐스탄 1부 리그

우승 (1): 2009
- 소비에트르 1부 리그

우승 (2): 1976, 1983
- 카자흐스탄 컵

우승 (9): 1992, 1996–97, 2000 2001, 2003, 2014, 2015, 2017, 2018 (record)
- 카자흐스탄 슈퍼컵

우승 (2): 2016, 2017
- 소비에트 연방 컵

우승 (1): 1988

### 소대회
- 유럽 철도 컵

우승 (1): 1971

## 선수 명단

### 현역
참고: FIFA 자격 규정에 따라 소속된 국가대표팀 국기를 표시합니다. 선수는 복수의 FIFA 비회원국 국적을 가지고 있을 수 있습니다.
| 번호 | 포지션 | 국적     | 이름          |
| ---- | ------ | -------- | ------------- |
| 11   | FW     |          | 주앙 파울루   |
| 15   | MF     | 이스라엘 | 오프리 아라드 |

| 번호 | 포지션 | 국적 | 이름 |
| ---- | ------ | ---- | ---- |

## 역대 감독
| 감독                  | 임기      |
| --------------------- | --------- |
| 쿠르반 베르디예프     | 1994~1995 |
| 쿠르반 베르디예프     | 2021~2022 |
| 키릴 케케르           |           |
| 알렉산드로 케르자코프 | 2024~     |